# 제인 애덤스

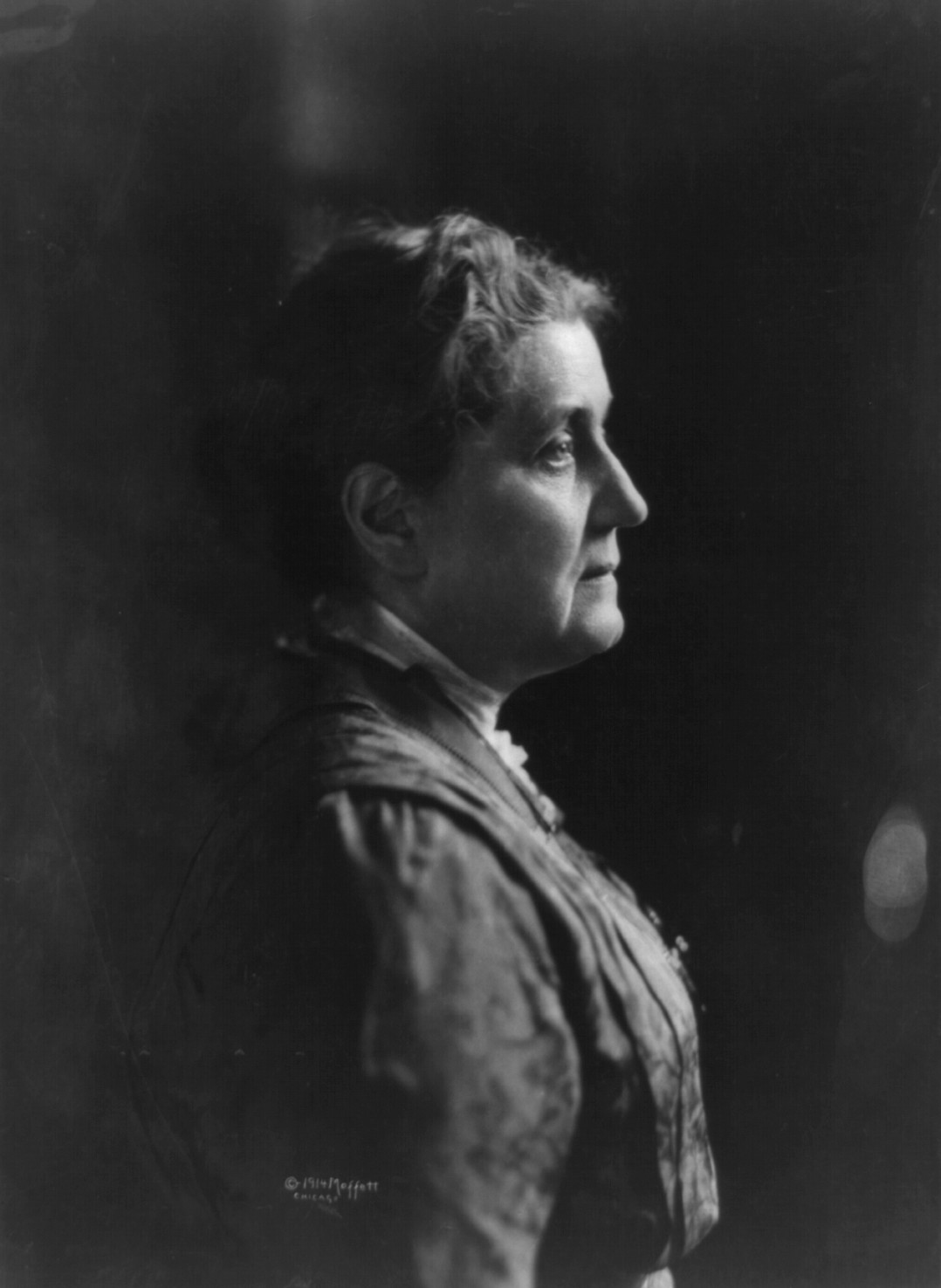
제인 애덤스

제인 애덤스(Jane Addams, 1860년 9월 6일 ~ 1935년 5월 21일)는 미국의 사회 운동가로, 1931년 니컬러스 머리 버틀러와 함께 노벨 평화상을 수상했다.
1860년 일리노이주 시더빌에서 태어났으며 1881년 락포드 대학을 졸업했고 1889년에는 시카고에서 자신과 절친한 친구 관계에 있던 엘렌 게이츠 스타와 함께 미국 최초의 정착 시설인 헐 하우스(Hull House)를 설립했다. 헐 하우스는 1주일에 최고 2,000명을 수용할 수 있었으며 성인을 위한 야간 학교와 유치원, 어린이 클럽, 자선 식당, 미술관, 카페, 체육관, 수영장, 제책소, 음악 학교, 연극단, 도서관, 작업장 등을 갖춘 대규모 시설이었다.
1915년에는 국제 여성 평화 자유 연맹 이사장으로 선출되었으며 1931년 니컬러스 머리 버틀러와 함께 노벨 평화상을 수상했다.

## 같이 보기
- 여자 노벨상 수상자 목록
- 존 듀이
- 미국 철학